# کیسر (آرکانزاس)
کیسر (آرکانزاس) (به انگلیسی: Keiser, Arkansas) یک شهر در ایالات متحده آمریکا با جمعیت ۸۰۸ نفر است که در آرکانزاس واقع شده‌است.

## موقعیت جغرافیایی
موقعیت جغرافیایی شهرها و مناطق اطراف به شرح زیر است: